# Zofia Stafiej
Zofia Stafiej (* 21. Juni 1999 in Warschau, Polen) ist eine polnische Schauspielerin.

## Leben
Zofia Stafiej wurde 1999 in der polnischen Hauptstadt Warschau geboren und absolvierte ihr Schauspielstudium an der Staatlichen Hochschule für Film, Fernsehen und Theater Łódź, wo sie im Jahr 2023 ihren Abschluss machte. 2020 spielte sie in dem preisgekrönten Film I Never Cry (im Original Jak najdalej stad) in der Hauptrolle Ola Hudzik – ein Mädchen, das sich ins Ausland aufmacht, um sich wieder mit ihrem entfremdeten Vater zu vereinen. Für diese Rolle wurde sie für den Polnischen Filmpreis als Beste Hauptdarstellerin nominiert und erhielt beim Polnischen Filmfestival Gdynia die Auszeichnung als Bestes Debüt einer Schauspielerin.

## Filmografie
- 2020: I Never Cry (Jak najdalej stad)
- 2020: 25 Jahre Unschuld (25 lat niewinnosci. Sprawa Tomka Komendy)
- 2022: Stulecie Winnych
- 2022: Rodzina na Maxa